# Valgjärve
Valgjärve (em estoniano:  Valgjärve vald) é um município rural estoniano localizado na região de Põlvamaa.